# Лазиопеталум Бера
Лазиопеталум Бера (лат. Lasiopetalum behrii; розовый вельветовый куст) — кустарник рода Лазиопеталум семейства Мальвовые, эндемик Южной Австралии.

## Описание
Lasiopetalum behrii достигает 1,5 м высоты, имеет длинные узкие листья 0,4 до 9 см длиной и 0,5-3 см шириной. Они имеют закрученные края, снизу ржавого цвета с опушкой. 
Цветы появляются поздней зимой и весной, лепестки красновато-коричневого цвета, чашелистик белый снаружи и розовый изнутри. Семенная капсула 4-8 мм в диаметре, покрыта волосками.
Вид встречается в Западной Австралии, Южной Австралии, Виктории и Новом Южном Уэльсе.
Описан Фердинандом Мюллером в 1855 году. Назван в честь немецкого американского энтомолога и ботаника Ганса Германа Бера, открывшего его.